# كاميليونير
تشميليونير (بالإنجليزية: Chamillionaire) هو مغني راب أمريكي ولد في 28 نوفمبر 1979. حاصل على جائزة الغرامي وكبير المديرين التنفيذيين لشركة Chamillitary Entertainment ومؤسس فرقة The Color Changin' Click بدأ حياته الفنية بشكل مستقل عن طريق إصداراته المحلية في 2003 منها الألبوم الغنائي Get Ya Mind Correct مع بول وول. اسمه الحقيقي حكيم سيريكي، جاء اسمه الفني (كاميليونير) من مزج الكلمتين الانجليزيتين chameleon أو الحرباء و millionaire أو المليونير. ولد في واشنطن ثم انتقل إلى تكساس في الرابعة من عمره، ولد من أب نيجيري مسلم مهاجر وأم أفريقية أمريكية مسيحية.

## روابط خارجية
- كاميليونير على موقع IMDb (الإنجليزية)
- كاميليونير على موقع ميوزك برينز (الإنجليزية)
- كاميليونير على موقع إن إن دي بي (الإنجليزية)
- كاميليونير على موقع أول ميوزيك (الإنجليزية)
- كاميليونير على موقع ديسكوغز (الإنجليزية)